# Kandi
Kandi è una città situata nel dipartimento di Alibori nello Stato del Benin con 113 256 abitanti (stima 2006).
In origine era sede di scambi commerciali, dato che sorge sulla principale via di comunicazione Nord-Sud del paese. Oggi è caratterizzata anche dalla presenza di iniziative agricole. La città è considerata il capoluogo del dipartimento di Alibori, benché non sia ancora stata dichiarata formalmente tale da parte delle autorità.

## Geografia fisica
La città confina a nord con Malanville, a sud con Gogounou, ad est con Ségbana e ad ovest con Banikoara.

## Amministrazione
Il comune è formato dai seguenti 10 arrondissement composti a loro volta da 48 villaggi più i quartieri di Kandi:
- Angaradébou
- Bensékou
- Donwari
- Kandi I
- Kandi II
- Kandi III
- Kassakou
- Saah
- Sam
- Sonsoro

## Società

### Religione
La maggioranza della popolazione è di religione musulmana (72,5%), seguita dal cattolicesimo (12,2%) e da religioni locali (4,6%)..

## Economia
Prevalentemente agricola con coltivazioni di cotone, miglio, sorgo e anacardi, sono inoltre presenti giacimenti di sabbia e ghiaia. Poco rilevante la pesca.

### Turismo
Diversi parchi regionali e nazionali costituiscono la principale risorsa turistica della città, tra i quali il parco nazionale "W". Presenti inoltre le grotte e le cascate di Kandifo oltre a diversi festival di tradizione locale.

## Infrastrutture e trasporti
La città è situata lungo la strada nazionale 2 che la collega al sud del paese ed è inoltre presente un aeroporto.